# Eleonore Sophie Auguste Thon
Eleonore Sophie Auguste Thon (geborene Eleonore Sophie Auguste Röder; * 1753 in Eisenach; † 22. April 1807 ebenda) war eine deutsche Schriftstellerin.

## Leben
Eleonore Sophie Auguste Thon wurde 1753 als älteste Tochter des herzoglichen Kammersekretärs August Friedrich Röder in Eisenach geboren. Am 29. Oktober 1753 wurde sie getauft. August Friedrich Röder entstammte einem verarmten Adelsgeschlecht, hatte jedoch den Adelstitel abgelegt. Ihre Erziehung erhielt Eleonore von ihrer Patin, die als Obergouvernante der Prinzessin von Sachsen-Gotha tätig war und sie in Sprachen, Musik, Zeichnen und Schreiben unterrichtete. Im Jahr 1782 heiratete Eleonore Röder den Geheimrat Johann Carl Salomo Thon, der 1792 das Buch Schloß Wartburg, ein Beitrag zur Kunde der Vorzeit verfasste. Aus der Ehe entstammt der einzige Sohn Eduard Thon (geb. 1783), der als junger Soldat in österreichischen Diensten stand und als verschollen gemeldet wurde.
Das Erstlingswerk Eleonore Thons, der dreibändige Roman Julie von Hirtenthal, erschien 1783 und führte in den folgenden Jahren zu einer ganzen Reihe an Gedichten, Erzählungen und sogar einem Theaterstück. Dabei veröffentlichte Eleonore Thon ihre Werke meist anonym oder unter dem Pseudonym „Jenny“.
Die letzten Lebensjahre Eleonore Thons waren von einer schweren Krankheit geprägt. Bereits 1796 begann eine Fußlähmung ihr Leben zu erschweren. In den folgenden Jahren breitete sie die Krankheit über den ganzen Körper aus, sodass sie die letzten zehn Jahre vor ihrem Tod vollständig gelähmt in einem Spezialsessel verbrachte.

## Werke
- Julie von Hirtenthal. Eine Geschichte in Briefen. 3 Bände. Wittekindt, Eisenach 1780–83. (Digitalisat Band 1), (Band 2), (Band 3)
- Briefe von Carl Leukfort. Wittekindt, Eisenach 1782.
- Adelheit von Rastenberg. Ein Trauerspiel in fünf Aufzügen. Hoffmann, Weimar, 1788. (Digitalisat)
- Mariane von Terville. (1798)[5]